# 崇福院
崇福院，位于山西省长治市屯留县城内，是中华人民共和国山西省文物保护单位之一。
1996年1月12日，授予山西省文物保护单位，是一座古建筑及历史纪念建筑物。后被发现，
崇福院建筑因作为小工厂而失火闲置，最终房屋倒塌。2006年，所在村庄筹资在原址偏东重建。文物局将此次事故，纪录为“迁建”。